# Julie Hastrup
Julie Hastrup (født 1968) er en dansk kriminalromanforfatterinde. Siden 2009 har hun udgivet ti romaner i bestseller-serien om drabsefterforsker Rebekka Holm. Hastrups seneste roman, Fremmed udkom i maj 2024. Hendes bøger er solgt til udgivelse i flere lande.
Hastrup er uddannet journalist fra Danmarks Journalisthøjskole i 1994 og har blandt andet arbejdet for DR og TV 2/Lorry.
I efteråret 2019 var hun vært på program-serien "Mord i familien" som blev sendt på TV5.
Julie Hastrup har tidligere boet i New York og i Paris, men bor nu i indre København med sine to børn.
Julie Hastrup er datter af Bjarne Hastrup, adm. direktør for Ældresagen og af tidligere journalist/pædagog Marianne Hastrup.